# Zay András
Csömöri báró Zay András (1685. – Kovarc, 1734.) nagybirtokos nemes, kuruc ezredes.

## Élete
Báró Zay Lőrinc szenátor és Kollonitz Mária grófnő gyermeke. Alig volt 18 éves, amikor már Rákóczy hadapródja volt, 1707-ben pedig az első magyar fejedelmi nemes testőrség, az ún. nemesi társaság őrnagya, majd 1708-ban a francia mintára szerveződött lovas gránátos ezred ezredes-főkapitánya lett. Az 1708 és 1710 közötti hadjáratokban harcolt, majd a szatmári béke (1711) után a Munkácson tartózkodó lovasság kapitánya lett, mely tisztében gyakran kitört lovasaival a várból a császári seregre támadva. Zay Rákóczy egyik legnagyobb híve volt, a fejedelmet a száműzetésbe is követte, de néhány év múltán új felkelés szervezésére már semmi esélyt nem látott, így hazatért. Élete hátralévő részében minden közszerepléstől visszavonultan, kovarci birtokain gazdálkodott, ahol 1734-ben utolérte a halál.
Kétszer is megházasodott, elsőként 1717-ben, ekkor karancsberényi báró Berényi Máriát vette el, de első neje alig három hónap múlva özvegyen hagyta. Ezután karancsberényi gróf Berényi Juditot (1693–1757) vette nőül, de gyermeke tőle sem született.